# Exposición Panamericana

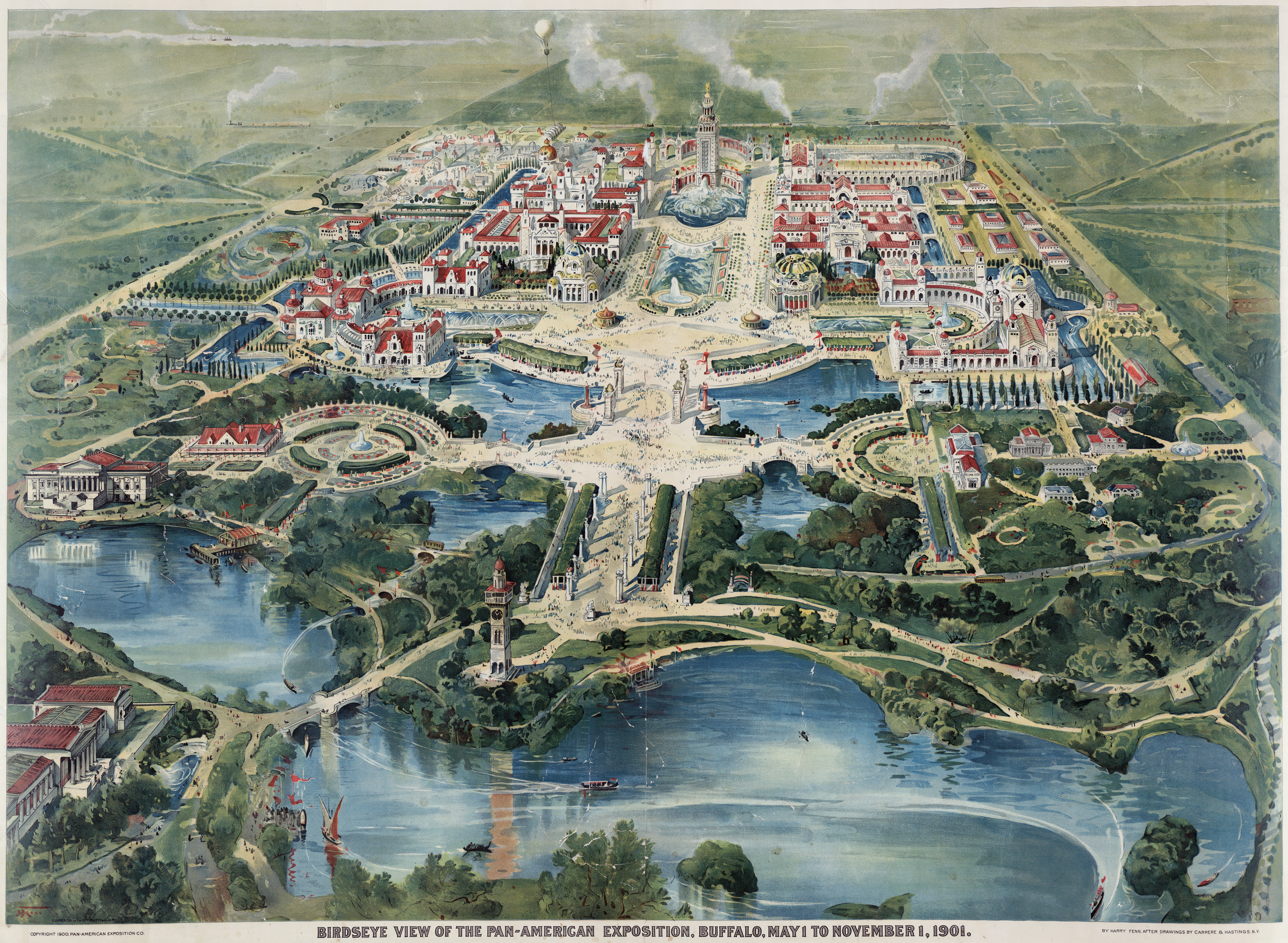
Dibujo de una vista aérea de la Exposición Panamerica, 1901

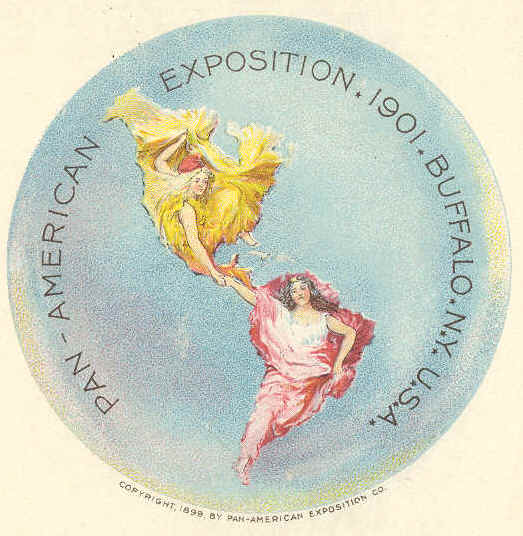
Logo oficial de la Exposición, diseñado por Raphael Beck

La Exposición Panamericana (en inglés Pan-American Exposition) fue una feria mundial celebrada en la ciudad de Búfalo, en el estado de Nueva York (Estados Unidos). Se celebró del 1 de mayo al 2 de noviembre de 1901.
La feria ocupó 1,4 km² de tierras en el borde occidental de lo que es actualmente el Delaware Park. La exposición es recordada, especialmente, por el asesinato del presidente de Estados Unidos William McKinley.

## Historia

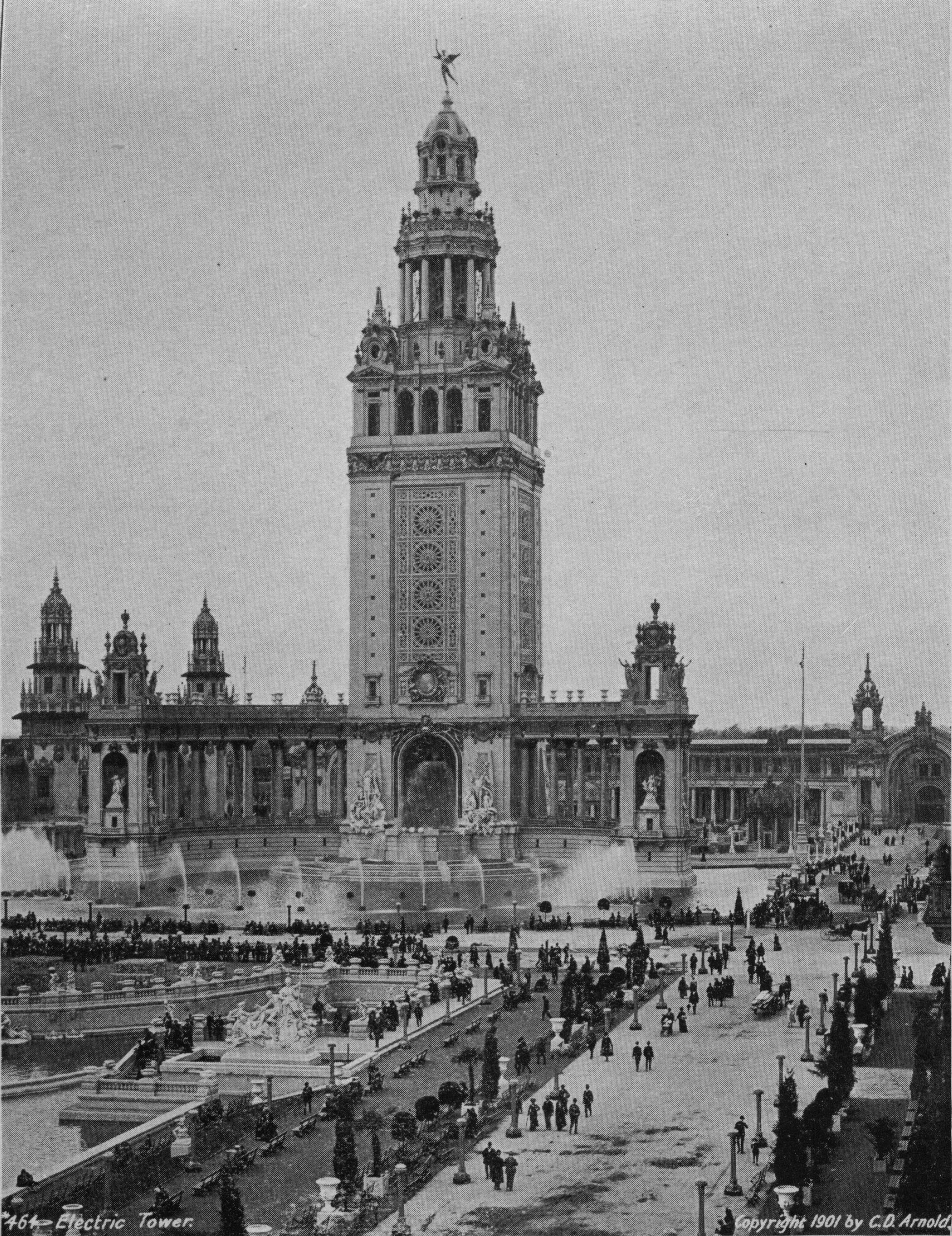
La Torre Eléctrica, la principal atracción de la Exposición

El evento fue organizado por la Pan-American Exposition Company, constituida en 1897. Inicialmente se había escogido a la isla Cayuga como el lugar para la celebración de la exposición, debido a su proximidad con las Cataratas del Niágara , una importante atracción turística. Sin embargo, cuando la Guerra hispano-estadounidense estalló en 1898, los planes quedaron suspendidos. Después de la guerra, hubo una competencia entre Búfalo y las Cataratas del Niágara por ser la sede la exposición. 
Búfalo ganó por dos razones. En primer lugar, tenía una población mucho mayor –con alrededor de 350.000 habitantes, era la octava ciudad más grande de los Estados Unidos. En segundo lugar, Búfalo tenía mejores conexiones ferroviarias. En julio de 1898, el Congreso de los Estados Unidos comprometió 500.000 dólares para que la exposición se realizara en Búfalo. 
Otro factor que ayudó, fue que Nikola Tesla había inventado recientemente un sistema de corriente alterna para transmitir electricidad a grandes distancias. Esto permitió a los diseñadores iluminar la Exposición de Búfalo usando energía generada a 40 km de distancia, en las cataratas del Niágara.
El 6 de septiembre de 1901, mientras visitaba el Templo de la Música, el presidente de Estados Unidos William McKinley fue atacado con un revólver por el anarquista Leon Czolgosz. La recién desarrollada máquina de rayos X estaba siendo presentada en la feria, pero los médicos fueron reacios a su utilización, para hallar las balas en el cuerpo del presidente, dado que desconocían los posibles efectos secundarios. Asimismo, y a pesar de que muchos de los edificios de la feria contaban con luz eléctrica, la sala de operaciones del hospital carecía de ella. Finalmente, McKinley falleció ocho días más tarde.

## Edificios y exhibiciones notables
- El Edificio de la Administración.
- Los Edificios de Agricultura, Maquinarias, Manufacturas, y Artes Liberales, diseñados por George Shepley.
- La Torre Eléctrica, diseñada por John Galen Howard.
- El Edificio de la Electricidad, diseñada por Green & Wicks.
- El Edificio de Etnología, diseñado por George Cary.
- El Edificio Gubernamental, diseñado por J.K Taylor.
- Los Edificios de Minas, Artes Gráficas y Horticultura, diseñados por R.S. Peabody.
- El Empire State de Nueva York diseñado por George Cary y construido en mármol de Vermont.
- El Templo de la Música , diseñado por Esenwein & Johnson.

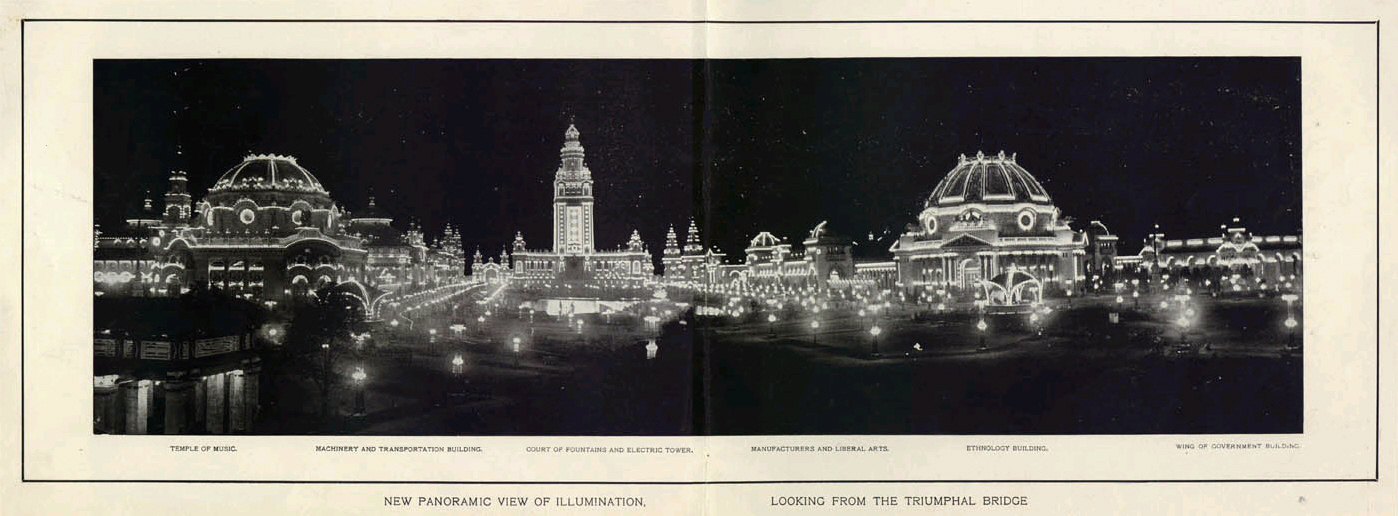
Exhibición Panamericana, visión panorámica, de "The Latest and Best Views of the Pan-American Exposition", Búfalo, Nueva York: Robert Allen Reid, 1901.

- El Edificio de la Mujer.